# Busch@n-tv
Busch@n-tv war eine interaktive politische Talkshow des Nachrichtensenders n-tv, in der Fernsehzuschauer über E-Mail, SMS oder Videoanruf sowie Studiozuschauer direkt Fragen an den jeweiligen Gast stellen können. Die Fragen werden von zwei Redakteuren im Studio live gesichtet, sortiert und teilweise auch vorgelesen. Kommentare und Meinungen werden zusätzlich live über Laufband eingeblendet. Vor und nach der Sendung können die Zuschauer in einem Themenforum untereinander diskutieren. Busch@n-tv setzt somit konsequent auf die Kommunikation mit und unter den Zuschauern.
Moderatorin vom 6. April 2006 bis zum 16. Dezember 2010 ausgestrahlten Sendung war die Journalistin Leo Busch. Die Nettoreichweite lag 2007 bei etwa 300.000 Sehern.
Im Oktober 2008 wurde die 100. Sendung ausgestrahlt.
Von September 2008 bis Februar 2009 erreichte die zweimal Sendung im Schnitt ungefähr 200.000 Zuschauer.
Leo Busch sagte zu Sendebeginn selbst, sie freue sich „besonders auf die Rolle als Mittlerin zwischen den Zuschauern und den Politikern. ... Die Einbindung der Zuschauer gibt uns die Möglichkeit, die Politiker zu erden und auf den Boden der Tatsachen zurückzuholen. Wenn die Politiker auf Zuschauerfragen ausweichend antworten sollten, kann ich sofort nachhaken.“
Bei einer Sendung im Frühjahr 2010 wurden anlässlich der Vorstellung des Chat-Portals Chatroulette Bilder des Penis eines onanierenden Mannes gezeigt.
Aufgrund der Schwangerschaft der Moderatorin wurde die Sendung am 16. Dezember 2010 eingestellt.